# فيرونيكا أوبراين
فيرونيكا أوبراين (29 يناير 1971 - ) هي لاعبة كرة قدم كندية في مركز الوسط.

## وصلات خارجية
- فيرونيكا أوبراين على موقع الاتحاد الدولي (مؤرشف)  (الإنجليزية)